# Corte Seconda del Milion

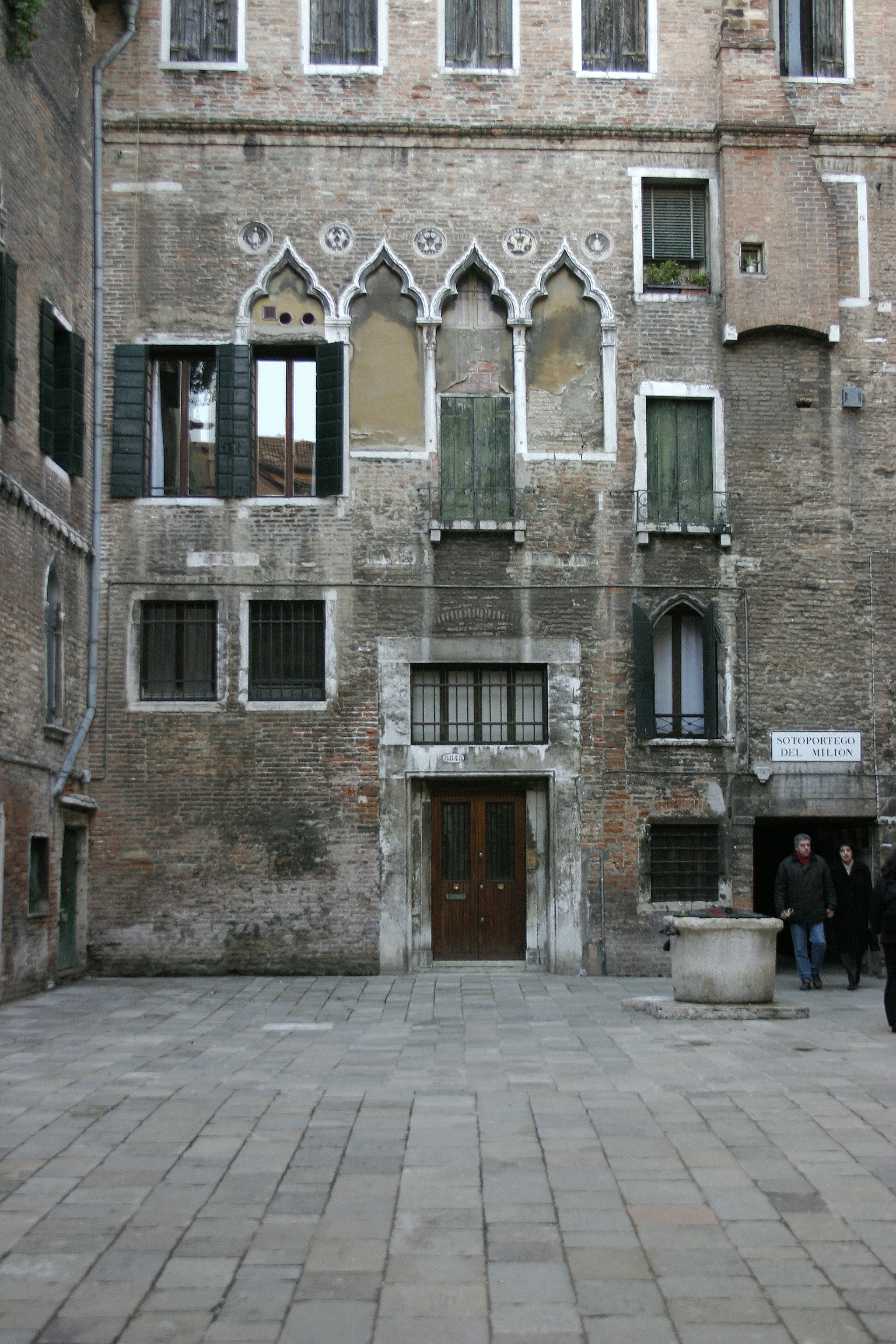
Corte Seconda del Milion. Bilden är tagen mot nordväst mot den fastighet där Marco Polos familj anses ha levt när Marco Polo återvände efter sin återkomst från Kina. Till höger i bilden är en passage (sotoportego) som leder till Corte Prima del Milion. Till höger utanför bilden finns en passage som leder till Calle di Teatro och Teatro Malibran. Bekom den plats som fotografen tagit bilden från finns en passage som leder till en bro över kanalen Rio San Lio. Brunnsöverbyggnaden till vera da pozzo ligger till höger i bilden.

Corte Seconda del Milion är namnet på ett gårdstorg i Venedig.
Corte Seconda del Milion ligger, förbundet genom passagen Sotoportego del Milion med det mindre gårdstorget Corte Prima del Milion, i närheten av kyrkan San Giovanni Crisostomo och av Teatro Malibran i stadsdelen Cannaregio i centrala Venedig. Corte Secondo del Milion är känt för att där ska ha legat den fastighet som Marco Polo bodde i, efter det att han 1295 återvänt efter 24 års bortvaro i Kina. Det utpekade huset, Corte Seconda del Milion 5845-5847, är från omkring sekelskiftet 1600, men är byggt på äldre husgrund.
Torget kan vara namngivet efter Il Milione, Marco Polos skildring av sina resor. Det kan också vara namngivet efter familjens tillagda efternamn Emilione, som den tagit för att särskilja från de många andra Polos i staden.
Under torget finns en av Venedigs ungefär 600 offentliga, för staden specifika, anläggningskonstruktioner för att samla regnvatten för hushållsbruk (vera da pozzo).